# Pablo S. Rodríguez
Gral. Pablo S. Rodríguez fue un militar mexicano que participó en la Revolución mexicana. Nació en Coahuila. Estuvo del lado del constitucionalismo, donde alcanzó el grado de general de brigada, con antigüedad reconocida desde el 13 de mayo de 1925. Entre los cargos que desempeñó se encuentran el de jefe de operaciones militares en Nayarit, y el de comandante de la 19a. Zona Militar. Falleció en la Ciudad de México, el 18 de octubre de 1934. 